# Schäfflerstraße
Koordinaten: 48° 8′ 20,6″ N, 11° 34′ 27,7″ O
Die Schäfflerstraße liegt in der Altstadt von München. Sie ist eine östliche Abzweigung an der Grenze von der Theatinerstraße zur Weinstraße und geht in die Löwengrube über. Sie ist Teil der Fußgängerzone in der Münchner Altstadt.

## Geschichte
Die Schäfflerstraße markiert die Grenze der hochmittelalterlichen sogenannten Heinrichsstadt, deren Namen auf Heinrich den Löwen zurückgeht. Dort befand sich das Hintere Schwabinger Tor, auch Wilbrechtsturm genannt. Es war eines der fünf Stadttore der gegen Ende des 12. Jahrhunderts erbauten ersten Stadtmauer des mittelalterlichen Münchens. 1691 wurde das Tor abgerissen.
Der Legende nach soll der Münchner Schäfflertanz im Jahr 1702 entstanden sein, um die Bevölkerung, die sich aufgrund der Pest kaum mehr auf die Straße traute, zu beruhigen und das öffentliche Leben wieder in Gang zu bringen. Seit 1760 wird das Schauspiel alle sieben Jahre – zuletzt 2019, das nächste Mal turnusgemäß wieder 2026 – zur Faschingszeit aufgeführt.
Am Gebäude Schäfflerstraße 2 ist eine Gedenktafel angebracht, aus der hervorgeht, dass dort am 30. Dezember 1830 die erste Münchner Börse eröffnet wurde. Träger war die Kaufmannsstube, ein Verein Münchner Kaufleute.

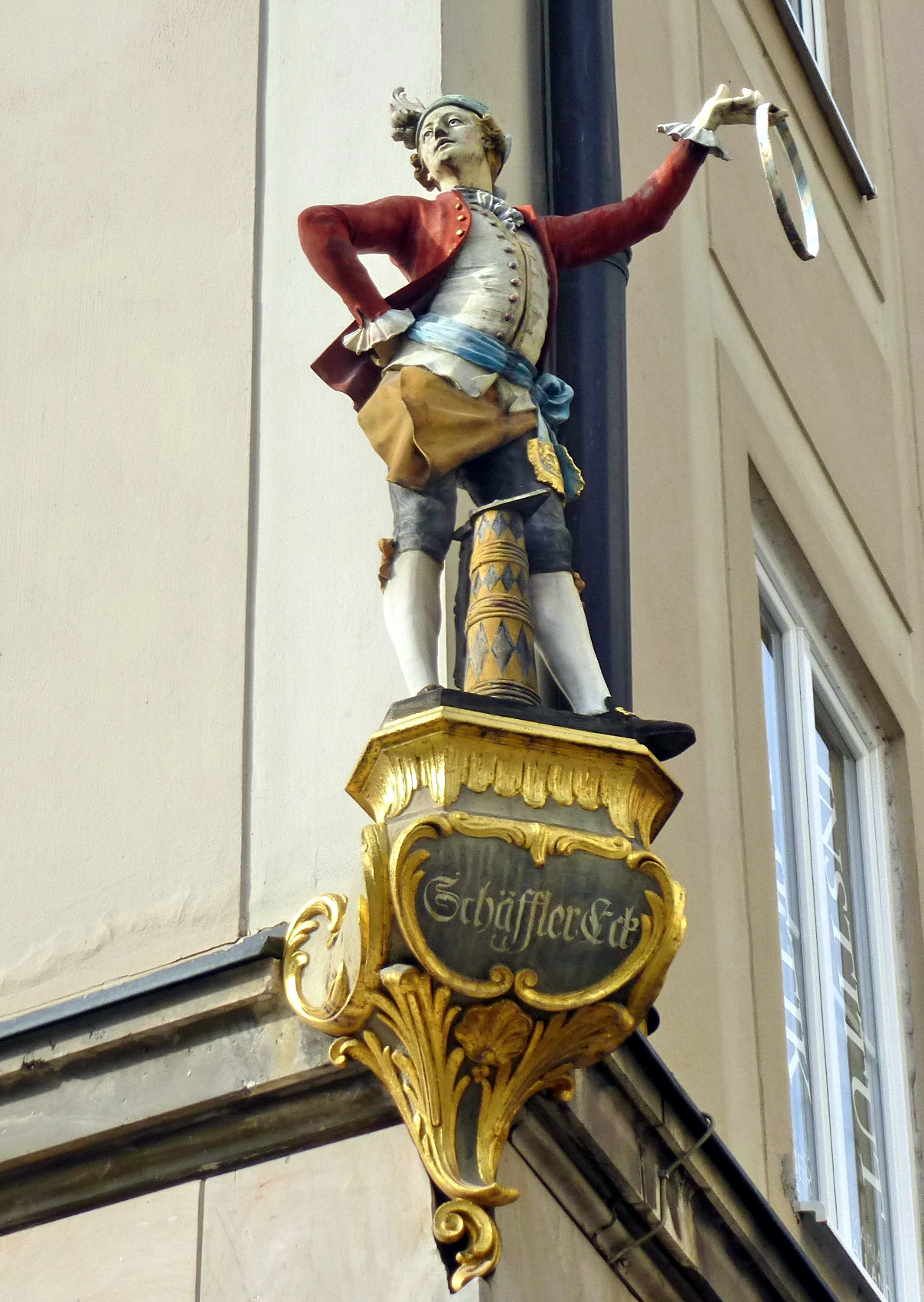
Schäfflerstatue am südlichen Eingang der Schäfflerstraße
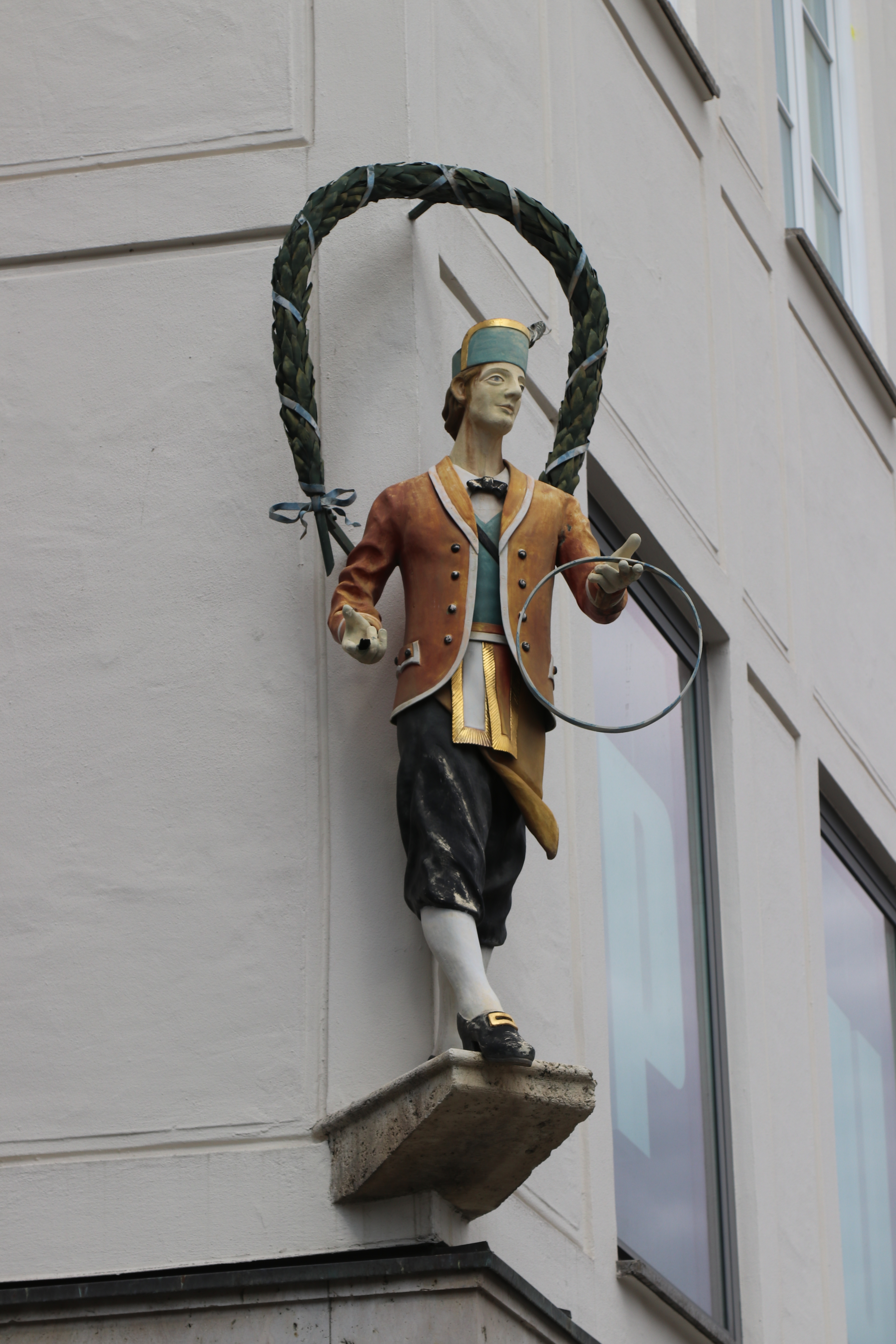
Schäfflerfigur am nördlichen Eingang der Schäfflerstraße
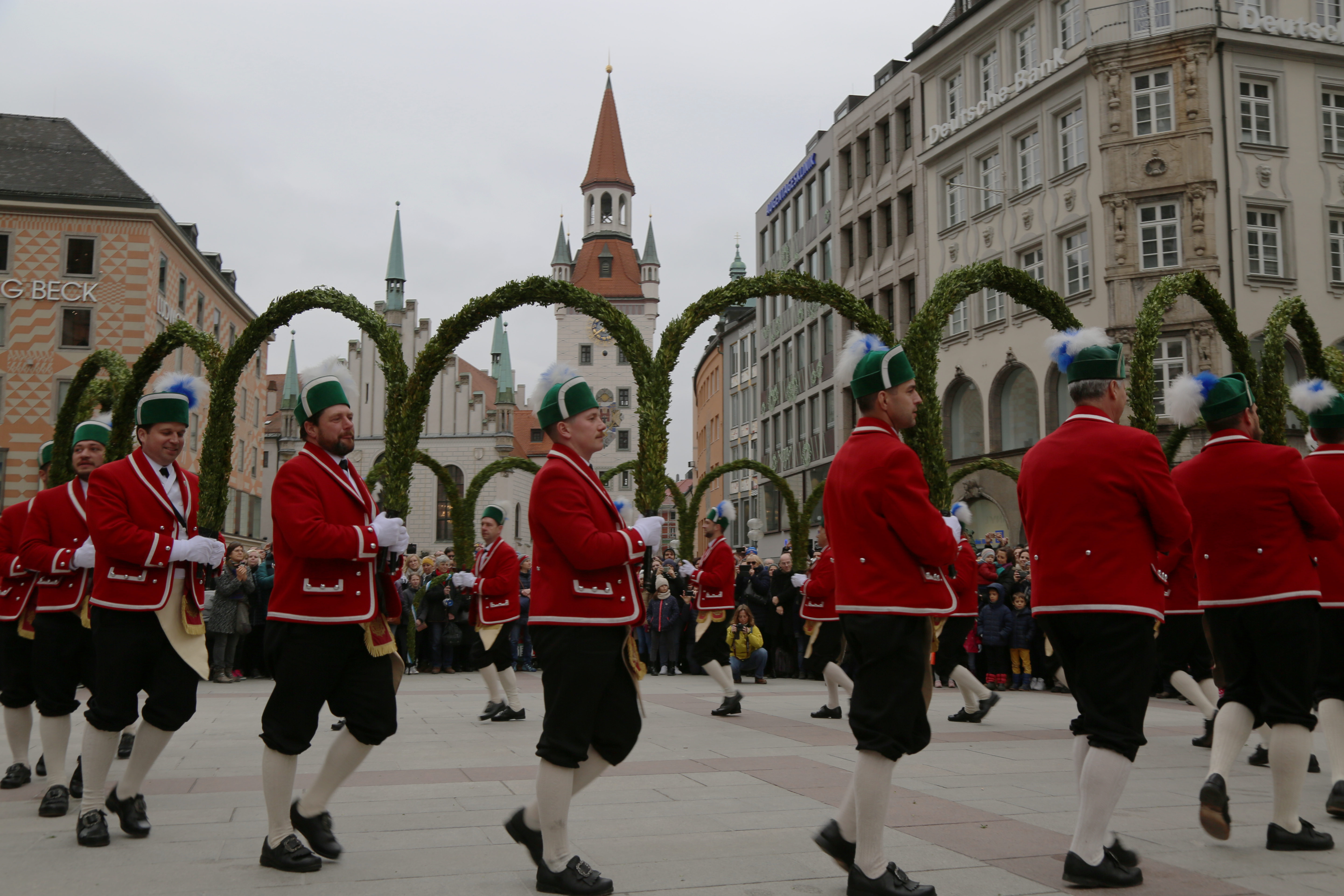
Schäfflertanz (hier: am Marienplatz)
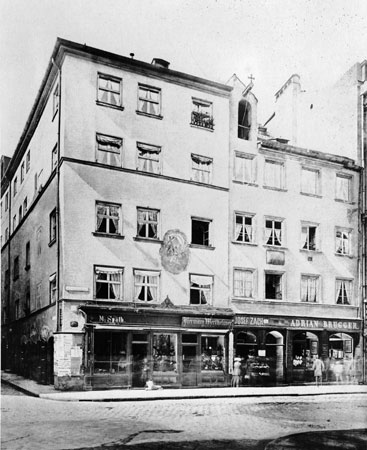
Das Bäckereck Ecke Schäfflerstraße/Theatinerstraße 1878
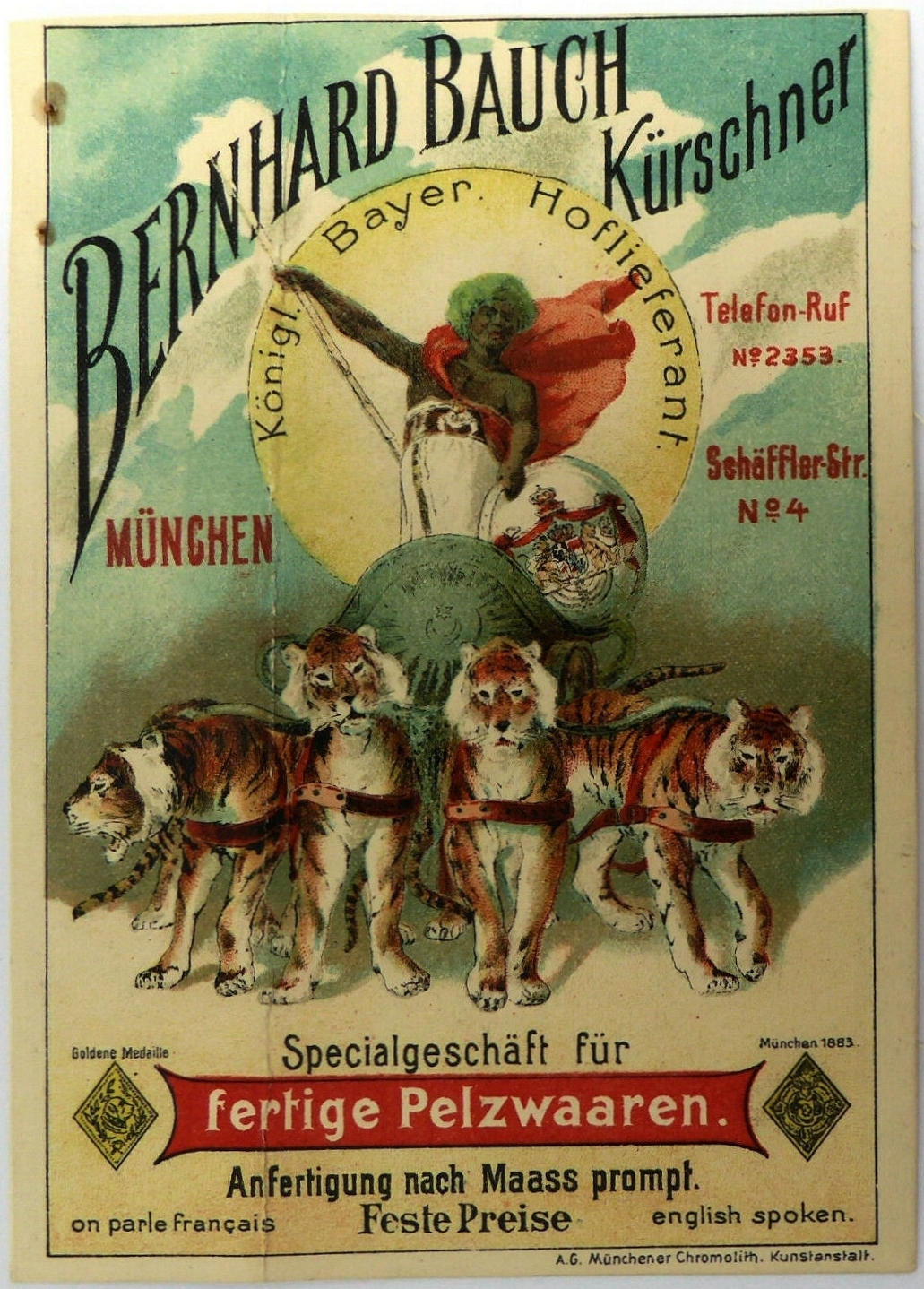
Historische Werbung des Pelzhauses Bauch in der Schäfflerstraße 4, 1897
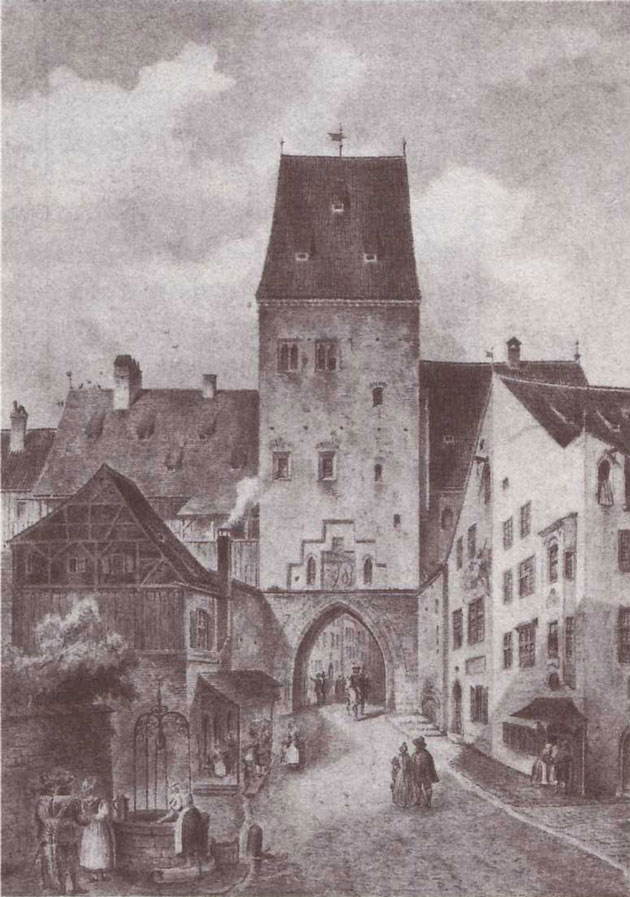
Hinteres Schwabinger Tor

## Lage
Die Schäfflerstraße führt von der Weinstraße nach Westen, wo sie nach ca. 100 m in die Löwengrube übergeht. Bereits vor 1366 wurde die Straße nach den dort ansässigen Schäfflern benannt – den Fassbauern oder Fassbindern, die oft auch selbst Getränkehändler waren. Von der Schäfflerstraße geht Richtung Nordost die Windenmacherstraße ab und verbindet sie mit der Maffeistraße. Eine schmale Fußgängerpassage schafft in Höhe der Windenmacherstraße eine Verbindung zum Frauenplatz.
Der Schäfflerhof mit zahlreichen Geschäften und Restaurants liegt im Karree von Theatinerstraße, Maffeistraße und Schäfflerstraße, Vis-á-vis der Fünf Höfe und in unmittelbarer Nachbarschaft zum Promenadeplatz.